# Argentinská rallye 1986
Argentinská rallye 1986 byla osmou soutěží mistrovství světa v rallye 1986. Vítězem se stal Miki Biasion s vozem Lancia Delta S4.
Hned v úvodu vedl Miki Biasion s vozem Lancia Delta S4. Za ním se držel Juha Kankkunen s konkurenčním vozem Peugeot 205 T16 E2. Biasion vedení udržel až do konce první etapy a neustále bojoval s Kankkunenem. Se třetím vozem Lancia výjimečně startoval Jorge Recalde a se třetím Peugeotem startoval Stig Blomqvist jako náhradník za Timo Salonena. Ten se ale zpočátku trápil s defekty. Přesto se mu dařilo lépe, než týmové dvojce, kterou byl Bruno Saby. Ve skupině A opět bojovaly posádky vozů Volkswagen Golf II GTI 16V Kenneth Eriksson a Franz Wittmann proti vozu Audi Quattro, kterou řídil Rudi Stohl. Stále vedl Biasion a na něj se dotahoval Alen. Blomqvist byl brzy nejlépe umístěným Peugeotem, protože Kankkunen musel odstoupit kvůli vadnému zavěšení. Na čtvrté místo se dostal Jorge Recalde se třetí Lancií. Tým Lancia použil týmovou režii a rozhodl, že vyhraje Biasion před Alenem. Třetí byl Blomqvist a držel za sebou Recalda.

## Výsledky
1. Miki Biasion, Siviero - Lancia Delta S4
2. Markku Alen, Kivimaki - Lancia Delta S4
3. Stig Blomqvist, Cederberg - Peugeot 205 T16 E2
4. Jorge Recalde, Del Buono - Lancia Delta S4
5. Kenneth Eriksson, Dietman - Volkswagen Golf II GTI 16V
6. Rudi Stohl, Kaufmann - Audi Quattro
7. Franz Wittmann, Feltz - Volkswagen Golf II GTI 16V
8. Celsi, Olave - Subaru RX Turbo
9. Soto, Christie - Renault 18 GTX
10. Criticos, Thatthi - Opel Manta 400